# Camera d'espansione
La Camera d'espansione a scarico risonante o più comunemente, la marmitta ad espansione è una tipica parte del motore 2 tempi, e precisamente parte dell'impianto di scarico.

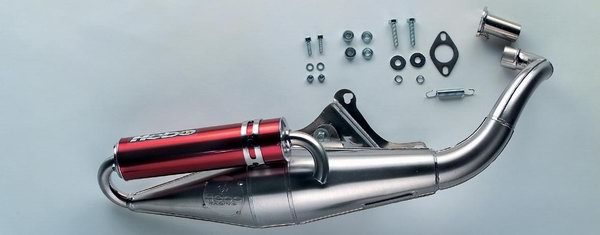
Espansione stampata di uno scooter

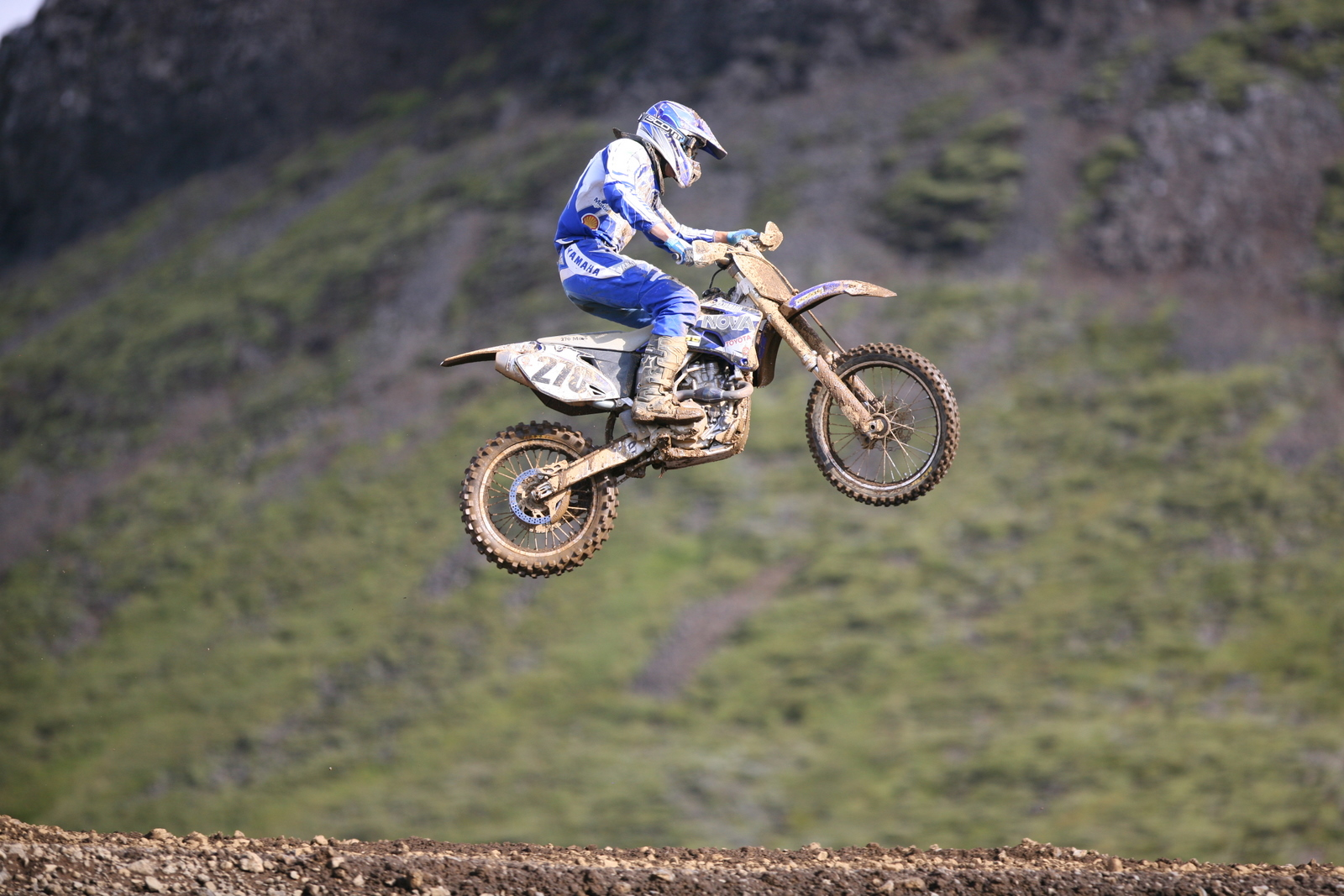
Motociclo con motore a 4 tempi munito con impianto di scarico provvisto di camera d'espansione minimale (visibile vicino alla punta dello stivale) del tipo megabomb

## Storia

Confronto diretto tra tipologie di scarichi differenti per il motore a due tempi, a sinistra è possibile vedere il motore e relativo scarico, al centro le curve di progressione delle pressioni (pressione effettiva in atmosfere) alla porta di scarico (zona di rilevamento evidenziata in rosso), a destra le curve di potenza dei vari scarichi.
A) Scarico tradizionale a sezione costante
B) Scarico a sezione divergente
C) Scarico risuonante a camera d'espansione, nel grafico di potenza viene evidenziata anche l'influenza della valvola di contropressione allo scarico

Lo scarico a camera d'espansione furono inventate nel 1938 e prodotte con successo da Limbach (ingegnere tedesco), ideate per risparmiare carburante nei motori a due tempi, ed inaspettatamente venne rilevato anche una maggiore potenza rispetto ai sistemi utilizzati fino ad allora.
Questa prima ideazione venne rivista solo molti anni dopo la seconda guerra mondiale, sviluppata nuovamente in Germania dell'Est da Walter Kaaden durante la guerra fredda, più precisamente verso la metà degli anni '50.
Utilizzato fin dalla prima metà del 1900 nei motori diesel a testa calda dei trattori agricoli, mentre in ambito sportivo venne utilizzato, a partire dal 1953, nei motori a due tempi sui mezzi della DKW. Dal 1955 Walter Kaaden sviluppa la ZPH, avviando gli studi sullo scarico a camera d'espansione con sfruttamento delle onde di pressione. Verso la fine degli anni 50, la ZPH divenuta MZ introduce il concetto di travaso ausiliario, per sfruttare appieno il fenomeno delle onde di pressione.

## Funzione
La camera d'espansione è un dispositivo che ha la funzione di controllare il periodo di risonanza delle onde di pressione allo scarico, creando le migliori condizioni di funzionamento per il motore. Tale dispositivo, in pratica ha la funzione di aspirare al proprio interno i gas combusti espulsi dal cilindro: grazie al primo tratto della camera di espansione, chiamato, cono divergente, si crea nel cilindro una depressione sfruttata per aspirare una carica fresca di miscela aria-benzina-olio, presente nel carter.

Dato che una parte della carica fresca uscirà dallo scarico, tutta o parte di questa carica dovrà essere pompata nuovamente nel cilindro tramite un pistone pneumatico, in modo da contribuire alla combustione e ridurre gli incombusti allo scarico, tale soluzione del pistone pneumatico si ottiene grazie all'onda di pressione che si è creata nella camera di espansione grazie alla sua parte terminale, chiamata cono convergente. Per realizzare questo dispositivo si effettuano calcoli e prove sperimentali grazie ai quali è possibile effettuare un corretto dimensionamento dei diversi elementi che la compongono.

Lo studio di questo fenomeno del pistone pneumatico ha permesso l'ottenimento di una pressione elevata allo scarico in fase di chiusura, che può avere un picco di 2,2 bar (nel regime di massima intonazione), ma che generalmente si attesta tra 1,2 e 1,5 bar per i motori fuori dal loro arco di funzionamento ottimale o per i motori ad ampio range di funzionamento senza accorgimenti allo scarico (valvole parzializzatrici o risuonatori in genere), questa dinamica di funzionamento influisce anche sulla pressione interna del cilindro.

## Caratteristiche funzionali

### Parti dell'espansione
La camera d'espansione è costituita da più parti:
- Collettore: è un condotto di giunzione utile a raccordare la luce di scarico del cilindro con il cono divergente. Inoltre serve a regolare in modo opportuno il tempo con cui il cono divergente intercetta l'onda di depressione. Generalmente è un tratto leggermente conico, quasi cilindrico.
- Cono divergente: la sua funzione consiste nel facilitare la fuoriuscita dei gas, quando si scoprono le luci di travaso, generando una depressione nel cilindro. In base alle sue misure si può decidere quanto facilitare la fuoriuscita dei gas e l'arco d'utilizzazione del motore: per esempio, un cono molto pronunciato genera un'onda molto forte, ma avrà un arco d'intonazione ristretto.
- Cilindro a sezione costante: questa è una parte semplice, ma molto importante, infatti determina l'istante in cui l'onda di compressione dei gas si presenta alla luce di scarico, cioè nell'istante in cui si chiudono le luci di travaso.
- Cono convergente: il cono convergente determina, a seconda delle sue misure, l'arco temporale e l'intensità dell'onda di compressione dei gas di scarico; per esempio, nel caso di cono con un angolo molto grande si genera un'onda molto forte, ma si avrà un arco d'intonazione ristretto.
- Spillo, compreso il silenziatore: questa parte è importante, perché determina la velocità di svuotamento della camera d'espansione, andando a modificare anche la temperatura interna della stessa, e di conseguenza la velocità del suono con cui si propagano le onde di pressione: questo influisce sull'intensità dell'onda di risonanza dei gas di scarico. La lunghezza di questa parte viene influenzata dalla sua sezione di passaggio, infatti all'aumentare della sezione è necessario aumentare la lunghezza per compensare la maggiore velocità di svuotamento e poter così mantenere lo stesso regime d'intonazione dello spillo, ma viene ridotta l'intensità delle onde generate dallo spillo, che in compenso hanno un arco d'intonazione superiore.

### Misure coni
Come scritto sopra i coni divergenti e convergenti attraverso la loro forma determinano l'onda di risonanza, la cui velocità è funzione della temperatura:
- Lunghezza; più i coni sono brevi, più generano un arco di funzionamento del motore ristretto, producendo onde di breve durata, mentre più sono lunghi e più si adattano a un funzionamento ampio del motore, producendo onde di lunga durata garantendo un funzionamento più costante della camera d'espansione e del motore.
- Conicità; più i coni sono di forma cilindrica, più le onde di risonanza saranno deboli: adoperando invece coni molto convergenti/divergenti si avranno onde di risonanza forti. Per ridurre le perdite di carico si utilizzano coni in serie a conicità variabile, al fine di ridurre la loro discontinuità, questo consente di aumentare il rendimento della camera d'espansione, migliorando l'intonazione massima e l'arco di funzionamento.

### Principi di progettazione
Un'espansione è caratterizzata da:

Diagramma esplicativo sul dimensionamento di uno scarico risuonante per motori a 2 tempi:
Rosso) Onda pressoria generata dall'espulsione dei gas di scarico
Verde) Onda di depressione generata dai coni divergenti
Blu) Onda di pressione generata dai coni convergenti
In ascissa la lunghezza in ordinata il tempo

- Dimensionamento: le dimensioni devono essere adeguate al volume dei gas di scarico che la percorrono, dato che un'espansione studiata per una portata minore porta ad avere una ridotta espulsione dei gas di scarico, mentre nel caso opposto porta ad avere a un funzionamento ridotto dell'espansione.
- Lunghezza totale:[6] la lunghezza determina il regime di funzionamento del motore a intonazione massima; una lunga camera d'espansione favorisce il funzionamento a bassi regimi, mentre l'espansione corta favorirà un buon funzionamento a regimi elevati.
- Range d'intonazione: per definire quale sia un adeguato arco d'utilizzo del motore si deve prima determinare su quale veicolo esso sarà installato; in caso di motori sportivi[7] basterà un range d'intonazione piccolo, dato che il motore viene utilizzato per un arco di regimi ridotto[8] oppure sarà accompagnato ad uno o più sistemi di adattamento dello scarico al fine di avere una estensione dell'arco di funzionamento del motore; per veicoli stradali privi di tali sistemi, si dovrà avere un'espansione con un range d'intonazione ampio, al fine di avere un arco esteso di funzionamento del motore.

La progettazione dell'espansione è soggetta a calcoli per i quali si può ricorrere ad alcuni programmi a pagamento oppure gratuiti, che forniscono le misure delle varie parti dello scarico, a seconda delle esigenze e dei paramenti del motore.

## Caratteristiche produttive
La camera d'espansione può essere costruita in vari modi e con diverse soluzioni di montaggio.

### Struttura

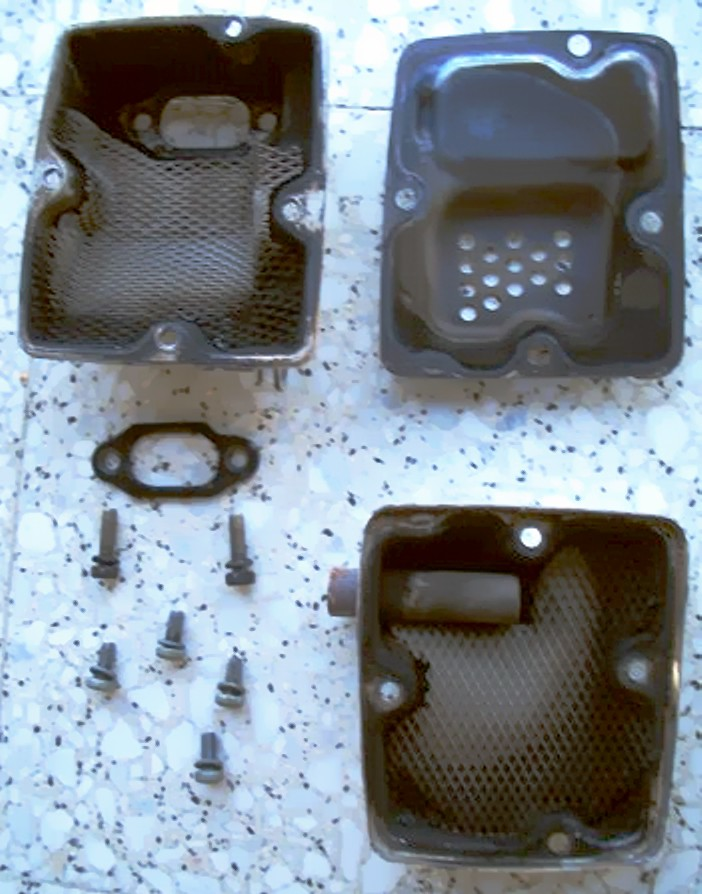
Espansione scomponibile di un decespugliatore

La camera d'espansione può essere realizzata in vari modi:
- Monopezzo: la camera d'espansione è un unico elemento, da collegare al resto dell'impianto.
- Scomponibile: la camera d'espansione è smontabile consentendo sia una facile pulizia che un'adeguata regolazione dei componenti interni. Questa tipologia viene usata generalmente nei motori di piccole macchine utensili nella quale può essere integrata. Più raramente viene utilizzata su mezzi da competizione, dato che il costo e tempo della messa a punto risultano maggiori. Recentemente questo tipo di scarico, per facilitare il posizionamento dei catalizzatori, viene utilizzato su diversi ciclomotori.
- Integrata, la camera d'espansione viene integrata con il silenziatore, in modo da formare un unico elemento.
- Siamese, lo scarico viene condiviso da due cilindri, di conseguenza il collettore risulta sdoppiato.[11]

### Collegamento al cilindro

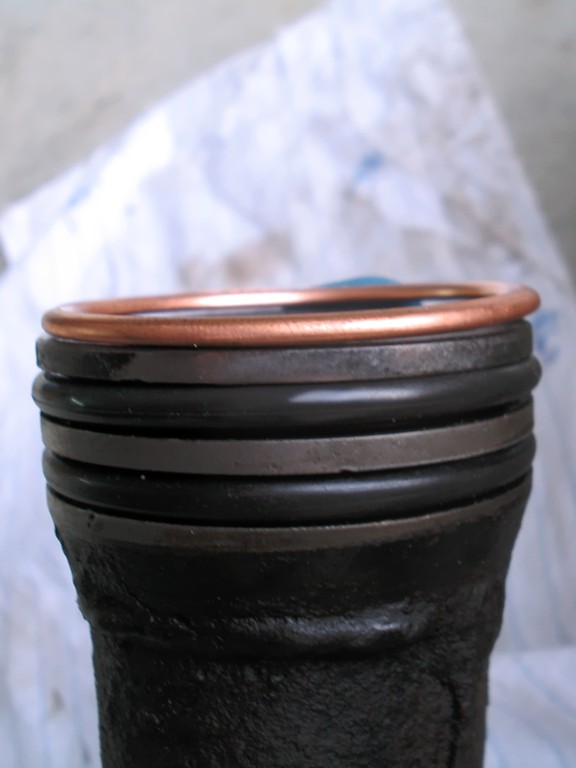
Collettore ad incasso, caratterizzato da due anelli o-ring in gomma che fanno tenuta laterale e da un anello in rame che rimane a battuta tra cilindro e collettore

L'espansione può essere collegata al cilindro in diversi modi:
- Incasso: la camera d'espansione entra nel cilindro sino a quando trova un gradino presente sul condotto di scarico; viene tenuta in posizione da due molle. La tenuta dei gas di scarico è garantita da uno o più o-ring situati nel cilindro o sul tubo di scarico.
- Boccola di scarico: la camera d'espansione viene collegata al cilindro tramite una boccola, o collettore di scarico la camera d'espansione viene tenuta in posizione da due molle che collegano il cilindro oppure la boccola, o collettore di scarico, al collettore dell'espansione. La tenuta dei gas di scarico è garantita da una guarnizione per quanto riguarda la boccola, da uno o più o-ring per lo scarico.
- Avvitamento: la camera d'espansione viene collegata al cilindro tramite viti di fissaggio, generalmente 2 o 3. Questo sistema permette di non dover ricorrere alle molle di supporto; la tenuta dei gas è garantita da una guarnizione.
- Boccola di fissaggio: la camera d'espansione[12] viene collegata al cilindro mediante una boccola fissata al cilindro attraverso delle viti, oppure avvitata direttamente.

### Produzione
La camera d'espansione può essere costruita in vari modi:
- Saldata a mano:
La lamiera da piana viene curvata per creare i coni delle diverse sezioni di scarico; i coni vengono saldati assieme, sezione per sezione, fino a realizzare l'espansione intera. Questa tecnica richiede molto tempo per la realizzazione di un solo pezzo; è un metodo solitamente usato per lo sviluppo di un nuovo progetto, grazie alla flessibilità, precisione e bassi costi dei macchinari impiegati.
- Idroformatura:
La lamiera piana viene inserita in uno stampo in cui viene pompata acqua ad alta pressione; la pressione fa sì che la lamina si gonfi sino a copiare la forma dello stampo che l'avvolge. Gli elementi così ottenuti vengono saldati assieme. Questo metodo è rapido, ma leggermente più costoso rispetto al precedente a causa dei macchinari utilizzati.
- Stampo:
La lastra piana di metallo viene premuta tra un punzone e la matrice dello stampo. Ciascuna sezione e metà del tubo viene stampata così stampata e le due metà sono saldate insieme. Questo sistema richiede utensili e macchinari costosi ed è usato solo per la produzione di serie.

## Accorgimenti dell'espansione
Per migliorare il funzionamento della camera d'espansione, oltre ad un corretto dimensionamento, si può ricorrere a specifici sistemi che incrementano il range d'intonazione, il rendimento e permettono d'adoperare espansioni più estreme nell'intonazione massima, innalzando notevolmente la potenza del motore a tutti i regimi. Questi sistemi sono:
- Meccanici: metodi atti a modificare le dimensioni fisiche dell'espansione, sono altresì facilmente individuabili sul veicolo
  - Valvola di scarico: presente in ingresso al collettore dell'espansione, modifica la fasatura di scarico, permettendo all'onda di risonanza di arrivare alla luce di scarico nel momento più opportuno.
  - Boccole: utilizzando boccole di lunghezza diversa dall'originale si modifica l'intonazione dell'espansione; adoperando una boccola più corta si migliora il funzionamento agli alti regimi, mentre con boccole più lunghe si migliorano le prestazioni ai regimi inferiori.
  - Collettore intercambiabile: si trova incassato all'espansione e generalmente fissato tramite molle. Adoperando un collettore corto si migliora il funzionamento agli alti regimi, mentre un collettore lungo migliora i bassi regimi.
  - Gradino: il passaggio dei gas di scarico da una sezione a diametro minore ad una a diametro maggiore, generalmente grazie all'uso di una boccola che crea il gradino tramite una sua conformazione interna o tramite l'accoppiamento con la luce di scarico o con l'espansione, tale gradino a seconda del regime influisce in modo differente con l'espulsione dei gas e delle onde risuonanti; questa struttura fisica, soprattutto quando non si ha un'apertura rapida della luce di scarico fa espandere e rallentare i gas di scarico, i quali perdono forza e velocità (rendendo virtualmente lo scarico più lungo), mentre ad alti regimi si vanno a creare delle turbolenze in questo gradino, che permettono ai gas di scarico di fuoriuscire velocemente, questo duplice comportamento aumenta l'arco d'intonazione, ma tende a ridurre l'intensità dell'intonazione in quanto contrasta parzialmente con le onde di risonanza. Generalmente viene usata su veicoli da competizione, come nel caso dell'ugello di de Laval.
  - Spillo intercambiabile: lo spillo viene fissato tramite una fascetta metallica presente sul cono convergente, fissato evitando che entri nel cono convergente e bloccato mediante una vite. Questo sistema permette di utilizzare spilli di diversa lunghezza e senza variarne il diametro, in modo da modificare il comportamento del motore: utilizzando spilli più corti si migliora il funzionamento del motore a regimi inferiori rispetto a quello d'intonazione massima, mentre utilizzando spilli più lunghi si migliora il funzionamento a regimi superiori rispetto a quello d'intonazione massima.
  - Scarico a lunghezza variabile: sistema che prevede la modifica delle dimensioni dello scarico
    - Scarico a lunghezza variabile in modo continuo: è un sistema che richiede uno scarico rettilineo, di difficile posizionamento su un veicolo, per questo difficile da realizzare.
    - Scarico di lunghezza variabile in modo discreto: è un sistema che prevede due condotti di scarico separati, in cui il flusso di gas viene selettivamente indirizzato mediante dispositivi di sezionamento; si privilegia un condotto rispetto all'altro a seconda della diversa intonazione dei condotti in base al regime di funzionamento del motore.
- Termodinamici: metodi che controllano in modo indiretto la temperatura dei gas di scarico e di conseguenza la velocità di propagazione delle onde di pressione, la cui velocità media corrisponde a circa 520 m/s:
  - Variazione dell'anticipo: questo accorgimento ha un effetto molto ridotto sull'espansione, per questo è generalmente testato per migliorare solo la combustione.
  - Iniezione d'acqua: iniettando acqua nell'espansione si rallentano i gas di scarico riducendo la loro temperatura, questo accorgimento ha effetti simili a quelli generati dalla valvola di scarico, per quel che riguarda i risultati, paragonabili allo "scarico di lunghezza variabile". Questo sistema venne utilizzato sulle moto Honda del motomondiale a partire dagli anni novanta.
  - Schermo termico copriscarico: questo schermo può essere costituito da carta stagnola o da nastro termico e permette di diminuire le perdite termiche e migliora le prestazioni agli alti regimi spostando l'intonazione massima a un regime superiore, andando a modificare la progressione dei gas nello scarico.
    - Schermatura del cono divergente:[13] si velocizzano i gas in tutto lo scarico, specialmente nella parte iniziale, migliorando la loro estrazione dal cilindro senza alterare l'arco d'intonazione e l'intonazione massima, che si sposta a un regime più alto.
    - Schermatura del cono convergente[14]: si rende più costante la temperatura dei gas di scarico lungo tutta la camera d'espansione, velocizzando l'onda di risonanza, che arriva più rapidamente, con intensità maggiore ed con un picco di pressione più corto, per cui diminuisce l'arco d'intonazione, con un lieve innalzamento del regime d'intonazione massimo.
    - Schermatura dell'intera camera d'espansione:[15] i gas sono riscaldati ad una temperatura superiore al normale, per tutta la lunghezza dello scarico, in questo modo risulta identica ad un modello più corto ma non coibentato, per cui aumenta l'intonazione massima, diminuisce l'arco d'intonazione, con un innalzamento del regime d'intonazione massimo.

  - Carburazione: la carburazione è molto importante, perché con una carburazione povera di benzina si generano gas di scarico più caldi che percorrono più velocemente l'espansione, intonandola meglio ai regimi più alti, mentre con una carburazione più ricca di benzina si generano gas più freschi, che percorrono più lentamente l'espansione, intonandola meglio ai regimi più bassi.
  - Freno aerodinamico: si tratta di una strozzatura del tutto paragonabile ad una rondella, posta tra lo spillo e il cono convergente: questa strozzatura, a volte intercambiabile, modifica la velocità d'espulsione dei gas, determinando anche una modifica della temperatura dello scarico e di conseguenza della velocità di propagazione delle onde di risonanza.
- Eco-dinamici: metodi che controllano in modo diretto la risonanza dello scarico:
  - Risuonatore: questo sistema interviene in modo differente a seconda della risonanza: il risuonatore quando interviene, ai bassi regimi, è come se restringesse il condotto di scarico, andando a modificare la velocità delle onde di pressione e dei gas di scarico.
  - Ugello de Laval, viene applicato al termine del tratto convergente dello scarico e riesce ad aumentare l'arco di funzionalità dell'espansione, in quanto dal momento in cui entra in funzione (alti carichi e regimi) evita il funzionamento risuonante dello spillo di scarico e la sua resistenza nello svuotamento della camera d'espansione, in quanto al di sopra di un certo regime diventa controproducente in quanto non permette un funzionamento ottimale dello scarico.

## Sistemi anti-inquinamento e di riduzione della potenza
La camera d'espansione negli ultimi anni, per via delle normative sull'inquinamento, ha subito delle modifiche con l'adozione di alcuni dispositivi:
- Doppio catalizzatore ed aria seconda: si usa un catalizzatore riducente lungo il collettore dell'espansione, poco distante dalla luce di scarico, mentre il secondo, ossidante, è posto a una distanza doppia rispetto al primo. Tra i due si ha un circuito che immette aria.[16] Questo sistema permette una riduzione delle emissioni. I primi mezzi a adoperare questo dispositivo furono nel 2003 dei ciclomotori.
  - Collettore intercambiabile: il collettore può essere intercambiabile, per esempio sui ciclomotori, al fine di permettere una rapida sostituzione del sistema a doppio catalizzatore e aria seconda, con l'intercambiabilità del collettore.
- Ridimensionamento della camera d'espansione: la camera d'espansione con l'utilizzo dei diversi sistemi può essere ridisegnata al fine di ridurre le perdite di potenza, come nel caso della Malaguti MR250.[17] Questa moto utilizza un sistema di scarico in cui la camera d'espansione è stata profondamente modificata nella forma, al fine di generare una potenza di 50 CV[18] rispettando l'omologazione Euro 3.[19][20]

Per poter ridurre la potenza della moto si effettuano generalmente:
- Strozzatura iniziale: si utilizza all'inizio del collettore o un tronco di cono che riduce bruscamente la sezione di passaggio, oppure una semplice rondella o cilindro cavo.
- Risuonatore esterno: è un dispositivo che riduce l'effetto della camera d'espansione contrastando le sue risonanze.
- Spillo interno: al termine del cono convergente lo spillo entra nella camera d'espansione anziché essere del tutto esterno, questo permette l'inizio dell'espulsione dei gas di scarico in modo anticipato, riducendo in parte la funzione del controcono (cono convergente), ed al contempo riduce lo svuotamento completo dello scarico.
- Valvola di scarico bloccata: la valvola di scarico viene lasciata disattivata nella posizione a bassi regimi, penalizzando gli alti e quindi la potenza massima.

## Riparazioni
La camera d'espansione per via della sua forma e per la sua posizione tende in genere a rovinarsi e a formare delle protuberanze sulla stessa. Esistono diverse soluzioni a queste tipologie di danno:
- Pneumatica: si occlude un'estremità della camera d'espansione, si scalda la protuberanza, e, tramite l'estremità libera si pompa aria in pressione, ripristinando la forma dello scarico.
- Saldatura e tiraggio: si salda un elemento metallico, generalmente un filo di ferro, al centro della protuberanza mettendo in trazione il filo per estrarla. Successivamente si rompe o taglia l'elemento usato e si leviga la superficie per eliminare i difetti causati dalla riparazione.
- Foratura e spinta: si esegue un piccolo foro sul lato opposto a quello della protuberanza, e, tramite un perno la si spinge, in modo da ripristinarne la forma originaria. Al termine si ottura il foro con una saldatura.
- Idraulica: ci sono due varianti. La prima prevede di eseguire un'operazione di idroformatura, del tutto simile alla riparazione pneumatica, ma senza la necessità di riscaldare la zona danneggiata e attraverso l'uso di acqua al posto dell'aria. La seconda consiste nel riempire parzialmente lo scarico e sigillarlo alle estremità, poi far congelare l'acqua, in modo che dilatandosi ripristini le condizioni originarie. Come svantaggio queste soluzioni potrebbero alterare leggermente le quote dello scarico, in particolar modo le sagomature, incavi o concavità atte ad evitare urti con altre parti del mezzo.

## Variante "Semiespansione"

Confronto strutturale di varie soluzioni scarico risuonante:
S) Scarico risuonante a singole conicità
M) Scarico risuonante a multiple conicità
SE) Scarico a semiespansione
SEP) Scarico a semiespansione tipo padella in 2 varianti

Della camera ad espansione esiste una versione che permette sia di ridurre la lunghezza complessiva, sia di aumentare l'arco d'intonazione, questa variante prende il nome di semiespansione, consiste principalmente in uno scarico ad espansione munito di controcono forellato e rivestito da un cilindro che funge da silenziatore, questa struttura lavora in modo duale, fin quanto la velocità dei gas di scarico relativamente bassa (basso numero di giri) il controcono non riflette completamente l'onda generata dai gas di scarico, ma viene in gran parte riflessa dal profilo piatto o arrotondato del silenziatore, mentre quando la velocità dei gas di scarico è elevata il controcono lavora come se fosse privo di fori, questo permette un ampio arco d'intonazione ed una buona resa per un'elevata gamma di giri motore a discapito però del rendimento massimo.
Esiste anche un'altra famiglia di semiespansione denominate "padelle", dove il controcono è completamente assente e viene sostituito da una scatola che ingloba parzialmente anche il tratto cilindrico ed eventualmente anche quello conico, tale scatola riflette le onde in modo differente a seconda della disposizione di essa e del tratto terminale conico/cilindrico dello scarico, rendendo di fatto la riflessione di più difficile determinazione, ma anche più adattativa alle differenti condizioni operative.